# Койтас (Шетський район)
Койта́с (каз. Қойтас) — село у складі Шетського району Карагандинської області Казахстану. Входить до складу Тагилинського сільського округу.
Населення — 51 особа (2021; 89 у 2009, 121 у 1999, 234 у 1989).
Національний склад станом на 1989 рік:
- казахи — 100 %.

У радянські часи село називалось також Карасаз.